# Pío Rómulo Zelaya Castro
Pío Rómulo Zelaya Castro, né le 29 septembre 1972, est un homme politique espagnol membre du Parti socialiste ouvrier espagnol (PSOE).

## Biographie

### Vie privée
Il est divorcé et père d'un fils.

### Profession
Pío Rómulo Zelaya Castro est titulaire d'une licence en médecine et chirurgie. Il est médecin.

### Activités politiques
Il a été secrétaire chargé de l'immigration et de la coopération au sein de la section socialiste municipale de Jaén.
Le 20 décembre 2015, il est élu sénateur pour Jaén au Sénat et réélu en 2016.